# Заложники «Дьявола»
«Заложники „Дьявола“» (другое название — «Чёрный дьявол») — детективный фильм режиссёра Александра Косарева, снятый в 1993 году по сценарию Анатолия Безуглова и самого Александра Косарева. Последняя роль Романа Филиппова.

## Сюжет
Приморский город периода перестройки. На владельцев китайского ресторана «наезжают» рэкетиры, однако милиция, находящаяся с ними в сговоре, не предпринимает никаких действий. Для расследования дела из Москвы приезжает старший следователь по особо важным делам при прокуроре РСФСР — Игорь Чикуров (Александр Косарев).
Дело оказывается очень непростым — свидетели отказываются от показаний и погибают один за другим, а местный следователь Шмелёв (Михаил Глузский) и сам связан с мафией. Чикурова начинают шантажировать. В конце концов его отстраняют от ведения дела и переводят в Московскую область помощником районного прокурора.
Прокурор края Борис Рыбкин (Пётр Вельяминов) отправлен на пенсию и подрабатывает таксистом. Случайно он узнаёт об ограблении Ирины Гринберг (Татьяна Васильева). Она рассказывает Рыбкину, что перед эмиграцией в Италию у неё похитили фамильные драгоценности, среди которых был перстень с бриллиантом под названием «Чёрный дьявол». В этой краже были замешаны всё те же должностные лица из прокуратуры. Со временем драгоценность оказывается у внучки Шмелёва, которого неожиданно находят повешенным в своей квартире.
Дело об убийстве Шмелева и похищенных драгоценностях поручают следователю из Москвы Елене Сергеевой (Наталья Гундарева), подруге Чикурова. Когда она вылетает в Италию, где прячется главарь бандитов (а по совместительству — начальник ОБХСС) Киреев, преступники похищают её малолетнюю дочь.
Чикуров находит похищенную девочку, но при попытке её освобождения получает ранение.

## В ролях
- Пётр Вельяминов — Борис Иванович Рыбкин, прокурор края, старший советник юстиции
- Михаил Глузский — Николай Павлович Шмелёв, следователь, юрист первого класса
- Александр Косарев — Игорь Андреевич Чикуров, советник юстиции, старший следователь по особо важным делам при прокуроре РСФСР / помощник районного прокурора Московской области
- Наталья Гундарева — Елена Сергеева, следователь Прокуратуры России
- Татьяна Васильева — Ирина Евгеньевна Гринберг, потерпевшая по делу о краже драгоценностей
- Ерванд Арзуманян — Сурен Ованесович Карапетян, совладелец ресторана
- Карэн Бадалов — Варгез Карапетян, совладелец ресторана
- Александр Панкратов-Чёрный — Жора, совладелец ресторана
- Роман Филиппов — Анатолий Филиппович, генерал-майор милиции, начальник УВД края (озвучил Рогволд Суховерко)
- Габриэлла Мариани — Эвника
- Валерий Ерёмичев — Донат Максимович Киреев, начальник ОБХСС
- Ирина Короткова — Габа, любовница Киреева
- Герман Сизов — Фадей Прокушев, охранник на парковке
- Надежда Горшкова — внучка Шмелёва
- Вадим Померанцев — Генрих
- Олег Штефанко — Сергей Иванович, оперативник ГУУР МВД из Москвы
- Иван Лапиков — старик
- Владимир Фёдоров — Хинчук
- Анатолий Мамбетов — Анатолий Мукортов, рэкетир
- Юрий Слободенюк — рэкетир
- Владимир Марон — Пьетро

## Критика
Фильм был ответом на запрос зрителя начала 90-х, подражанием иностранным фильмам в жанрах детектив и боевик:

Уступая зарубежным аналогам в технических эффектах погонь, взрывов и разнообразных убийств, фильм должен быть привлечь качеством актерского исполнения. Наталья Гундарева и ее партнеры, как всегда, были убедительны, достоверны, вызывали доверие зрителей к тому, что они делали. Но глядя на них, становилось обидно, что такие талантливые мастера расходуют себя на столь поверхностный, расхожий материал. Не случайно в рекламном анонсе говорилось не о любимцах экрана, принимающих участие в фильме, а о том, что зрители увидят в нем «замысловатый увлекающий сюжет, картинки красивой жизни сильных мира сего, погони, драки и прочую атрибутику криминального жанра».